# Montacutella echinophila

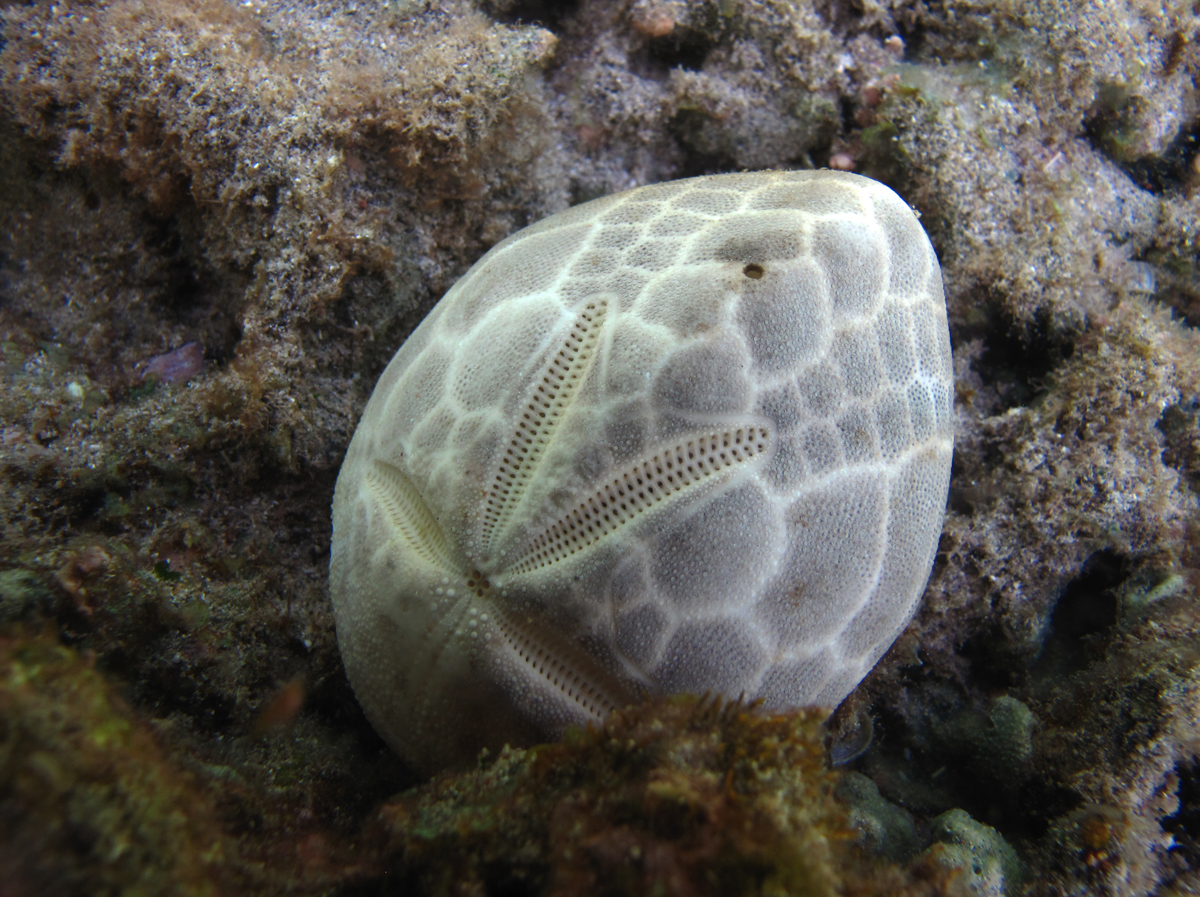
Totes Gehäuse ohne Stacheln von Brissus latecarinatus

Montacutella echinophila ist eine Muschel-Art aus der Familie der Linsenmuscheln (Montacutidae). Die Art ist ein Kommensale des Seeigels Brissus latecarinatus. Es ist die Typusart und einzige Art der Gattung Montacutella Jespersen, Lützen & Nielsen, 2004. Der Artname leitet sich von gr. echinos = Seeigel und philos = liebend ab.

## Merkmale
Das gleichklappige, annähernd dreieckige, aufgeblähte Gehäuse wird bis zu 7,9 Millimeter lang bei einer Gehäusehöhe von 5,6 Millimeter. Die mäßig prominenten, breit gerundeten Wirbel stehen deutlich vor der Mitte der Gehäuselänge. Der Dorsalrand fällt mäßig zu beiden Seiten des Wirbels ab. Die rechte Klappe weist einen vorstehenden, fast senkrecht stehenden, stumpfen Hauptzahn direkt unterhalb des Wirbels auf, der in eine Grube in der linken Klappe passt. In der linken Klappe sitzt ein etwas kleinerer, dreieckiger Hauptzahn etwas vor dem Wirbel. Das interne Ligament ist kräftig und sehr lang (bis 800 µm bei großen Exemplaren) und sitzt in einer fast horizontalen Grube hinter den Wirbeln.
Die Oberfläche des Gehäuses ist matt glänzend mit zahlreichen, unregelmäßigen, randparallelen Anwachsstreifen und mikroskopisch feinen, radialen Streifen. Der Prodissoconch II ist 265 µm groß.
Der Weichkörper ist nahezu farblos. In einem lebend untersuchten Exemplar erstreckten sich die Mantelränder, die Einström- und Ausströmsiphonen über den Gehäuserand. Sie können jedoch komplett in das Gehäuse zurückgezogen werden. Der mittlere Bereich des Mantels ist mit zahlreichen kleinen Papillen besetzt. Die hintere Ausströmöffnung ist sehr klein, während die kombinierte Öffnung für den Fuß und den Einströmsipho sehr groß ist. Letztere Öffnung hat gekräuselte Ränder und erstreckt sich quasi über die unteren zwei Drittel der Vorderseite und über den größeren Teil der Ventralseite. Lediglich im hinteren Teil der Ventralseite (unterhalb der Ausströmöffnung) ist der Mantel über eine kürzere Distanz verwachsen. Der Fuß ist keilförmig. Die Kiemen bestehen nur aus dem inneren Halbblatt. Die absteigenden und aufsteigenden Lamellen sind durch einige Querbrücken miteinander verbunden. Mundlappen (Labialpalpen) sind vorhanden. Die sich gegenüberstehenden Oberflächen der Labialpalpen tragen zahlreiche Querwülste.
Die Art ist wohl getrenntgeschlechtlich, da die fünf untersuchten größeren Exemplare alle Weibchen mit Ovarien waren und keine männlichen Gonaden aufwiesen. Ein Exemplar hatte Oozyten mit einem Durchmesser von 20 bis 25 µm in sich. Die anderen Weibchen trugen in der oberen Kiemenhöhle Embryonen in unterschiedlichen Entwicklungsstadien (max. 50 bis 55 µm im Durchmesser). Außerdem hatten alle Weibchen Samentaschen (receptacula semines) mit (Fremd-)Spermien. Die Samentaschen bestehen aus zwei eiförmigen Taschen, die sich vom Eingeweidesack in den hintersten Teil der oberen Kiemenhöhle ziehen. Sie sind 400 bis 500 µm lang mit einer Dicke von 250 µm. Die Öffnung ist nach vorne gerichtet. Sie sind entlang der Mittellinie miteinander verwachsen.

### Ähnliche Gattungen bzw. Arten
Die einfache Bezahnung des Schlosses ist ähnlich der Gattung Tellimya Brown, 1827 und auch Neaeromya Gabb, 1872. Bei der letzteren Gattung ist die linke Klappe allerdings zahnlos. In keiner anderen Gattung der Montacutidae sind rechte und linke Samenrezeptakel in der Mitte verwachsen. In Kurtiella bidentata hat die unpaarige, quer orientierte Samentasche Öffnungen auf der rechten und linke Seite.

## Geographische Verbreitung und Lebensraum
Die Art ist bisher nur von der Typlokalität, einem Riff vor dem Phuket Marine Biological Center, Phuket, Thailand bekannt ().
Die Tiere leben mit Byssusfäden angeheftet an den Analstacheln des irregulären Seeigels Brissus latecarinatus, der 3,5 bis 8,0 Zentimeter lang wird. Die Seeigel leben in grobem, sauberen Sand zwischen Korallenstöcken von knapp unterhalb der Niedrigwasserlinie bis in wenige Meter Wassertiefe.
Diese Art ist dort nicht nur Wirt von Montacutella echinophila, sondern auch von Scintillona brissae Morton & Scott, 1989 (Familie Galeommatidae) und Brachiomya stigmatica Jespersen, Lützen & Nielsen, 2004 (Familie Montacutidae).

## Taxonomie
Die Art und Gattung wurde 2004 von Åse Jespersen, Jørgen Lützen und Claus Nielsen erstmals beschrieben. Art und Gattung werden von der MolluscaBase als gültige Taxa geführt.

## Belege